# Matthias Petschke
Matthias Petschke (* 1962 in Lauterbach) ist ein deutscher EU-Beamter. Von 2009 bis 2013 war er Leiter der Vertretung der Europäischen Kommission in Deutschland. Seitdem leitet Petschke in der Generaldirektion Binnenmarkt, Industrie, Unternehmertum und KMU als Direktor die Satellitennavigationsprogramme der EU (Galileo und EGNOS).

## Leben und Beruf
Petschke studierte Rechtswissenschaft an den Universitäten Würzburg, Lausanne und Freiburg.
1995 trat er in den Dienst der Europäischen Kommission. Zuvor war Petschke bei der Ständigen Vertretung der Bundesrepublik Deutschland bei der Europäischen Union tätig. Von 2004 bis 2009 war er Abteilungsleiter in der Direktion für Vergabewesen der Generaldirektion Binnenmarkt und Dienstleistungen.